# Schleusentreppe Fürstenberg (Oder)

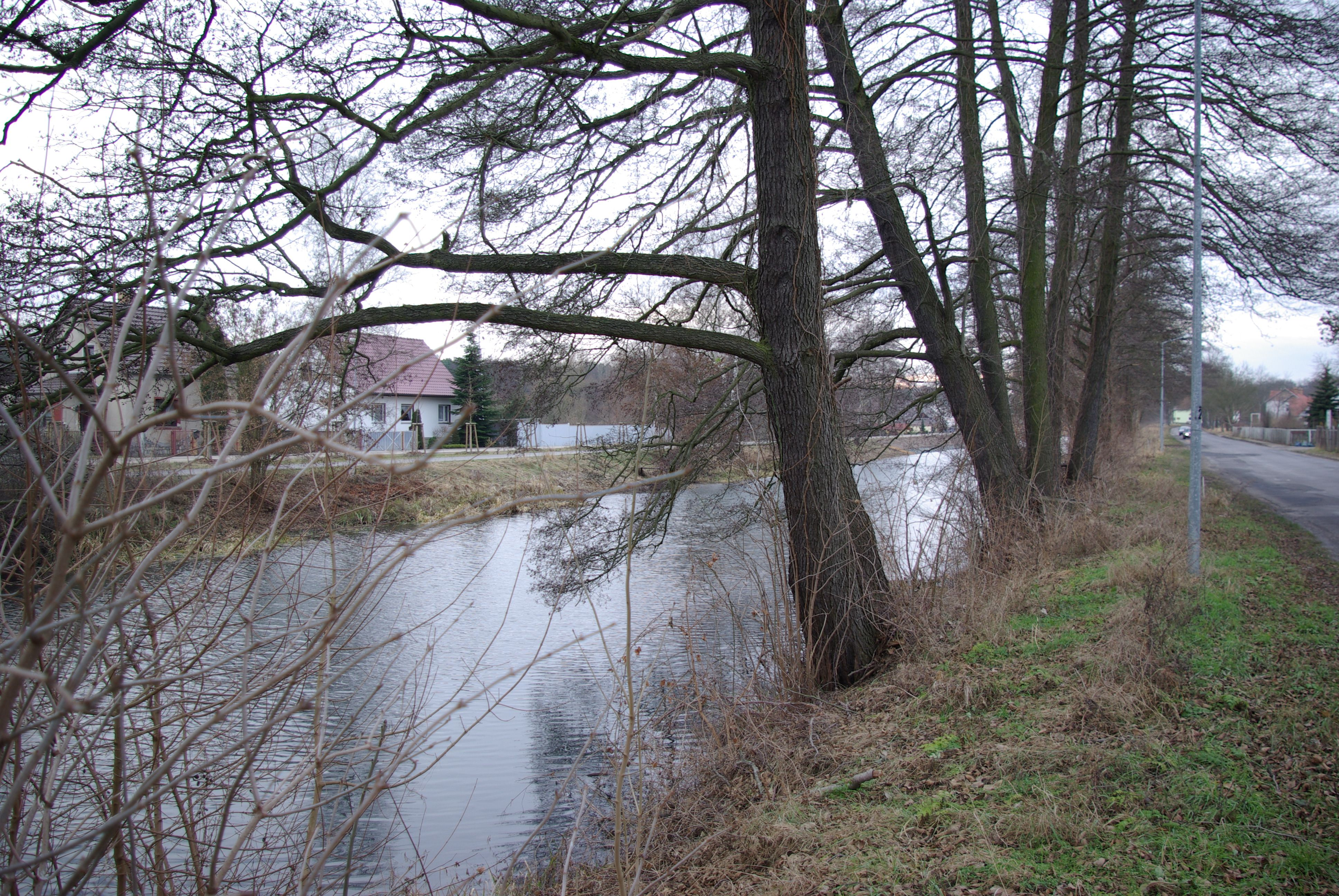
Friedrich-Wilhelm-Kanal bei Brieskow-Finkenheerd

Die ehemalige Schleusentreppe Fürstenberg (Oder) bildete die östlichste Kanalstufe in der Reichswasserstraße Spree-Oder-Wasserstraße von 1889 bis Ende der 1920er Jahre. Die Überreste der Schleusen und des Abstiegskanals liegen heute im Stadtgebiet von Eisenhüttenstadt im deutschen Bundesland Brandenburg. Fürstenberg (Oder) ist heute ein Stadtteil von Eisenhüttenstadt. Es wurde im 13. Jahrhundert am Westufer der Oder gegründet und war bis 1961 eine eigenständige Kleinstadt in der Niederlausitz.

## Geschichte
Der Friedrich-Wilhelm-Kanal, vorher Müllroser Kanal, war die erste künstliche Wasserstraße, die die Spree mit der Oder verband. Von Neuhaus an der Spree bis Brieskow an der Oder führte der 1668 fertiggestellte Kanal. Er war etwa 27 Kilometer lang. Diese Wasserstraße war 200 Jahre lang die wichtigste Verbindung auf dem Wasserweg im Binnenland zwischen Hamburg, Berlin und Breslau.
Die mit der Kanalschifffahrt einhergehende Verringerung der Frachtkosten hatte positive wirtschaftliche Auswirkungen auf die genannten Städte. Ab den 1860er Jahren geriet der Kanal zunehmend an seine Kapazitätsgrenze und so wurde 1886 der Bau des Oder-Spree-Kanals beschlossen. Ein Teil des Friedrich-Wilhelm-Kanals, etwa 11,3 Kilometer von der ehemaligen Buschschleuse, 2,5 Kilometer nordöstlich von Neuhaus, bis nach Schlaubehammer ging im Oder-Spree-Kanal auf. Der Abschnitt vom Wergensee bis zum Oder-Spree-Kanal, als Neuhauser Speisekanal bezeichnet, dient seit 1892 zur Speisung der Scheitelhaltung des Kanals.

## Schleusentreppe Fürstenberg/Oder
Im Jahr 1889 wurde als Verbindung des neuen Kanals zur Oder eine dreistufige Schleusentreppe mit Oberer, Mittlerer und Unterer Schleuse südlich der Stadt Fürstenberg (Oder) errichtet. Auf einer Kanalstrecke von etwa drei Kilometern überwanden sie die mittlere Fallhöhe von 14 Metern zur Oder. Die drei Schleusenkammern waren jeweils 55,00 Meter lang und 9,60 Meter breit. Die Torweite der Stemmtore betrug 8,50 Meter. Jede der Schleusen wies eine maximale nutzbare Fallhöhe von etwa 4,40 Meter auf, immer abhängig vom im Unterwasser anstehenden Wasserstand. Die Obertore der drei Schleusen waren als hölzerne Klapptore, sogenannte tumble gates gebaut; erstmals in ganz Europa. Die Untertore wurden als Stemmtore ausgeführt. Alle Schleusen wurden nahezu baugleich errichtet. Als Gründung wurde eine 1,50 bis 2,00 Meter dicke Betonschicht zwischen hölzernen Spundwänden geschüttet. Darauf entstanden die Schleusen in Klinkerbauweise. Der Drempel, die Tornischen und die Schleusenecken bestehen aus massiven Granitblöcken. Die Poller, wie auch die Umlenkrollen für die Seilzugeinrichtungen wurden aus Gusseisen gefertigt. Das Entleeren sowie das Füllen der Kammern erfolgte über Umläufe in den Häuptern mittels einfacher Klappschützen. Die Klapptore in den Oberhäuptern, die Stemmtore in den Unterhäuptern und die Klappschützen wurden mittels Wasserdruck bewegt. Da in der Scheitelhaltung aus Mangel an natürlichen Zuflüssen oft Wasserknappheit herrschte wurden von der Oberen Schleuse aus, aus Eisen geschmiedete Druckrohre zur Mittleren und Unteren Schleuse verlegt. Mittels eines aufwändigen Systems von Windkesseln, Kraftsammlern, Stellvorrichtungen, Absperr- und Sicherheitsventilen, Ablasshähnen, Druckzylindern, und Steuerketten konnten die Schleusentore und Schützen mittels Wasserdruck bewegt werden.
Da der Schiffsverkehr sich auf der Wasserstraße positiv entwickelte, wurde zwischen 1903 und 1906 neben den schon bestehenden Schleusenkammern je eine zweite Schleusenkammer gebaut. Die Doppelschleusen zogen aufgrund der dadurch resultierenden geringen Wartezeiten noch mehr Fahrzeuge an, darunter auch größere Schiffe als das bisher dort eher übliche Finowmaß. Bei Diagonallage eines Kahns in der Schleusenkammer wurden auch Fahrzeuge bis maximal 58 Meter Länge geschleust. Um größeren Kähnen wie Plauer Maß und Großplauermaß das Erreichen der Oder zu ermöglichen und Verlust an Zeit und Wasser zu minimieren, entschloss sich 1921 das Reichsverkehrsministerium, den Übergang vom Kanal hinab zur Oder völlig neu zu gestalten und eine neue große Schleusenanlage zu errichten.
Laut Kilometertheilung der Märkischen Wasserstraßen (Zitat, Originalschreibweise), lag die Fürstenberger Obere Schleuse bei Kilometer 125,84, (52° 8′ 35,6″ N, 14° 38′ 14,3″ O) die Fürstenberger Mittlere Schleuse bei Kilometer 127,03 (52° 7′ 58,7″ N, 14° 38′ 12,6″ O) und die Fürstenberger Untere Schleuse bei Kilometer 128,23. (52° 7′ 40,2″ N, 14° 39′ 6″ O) Folglich wurde auf einer Kanalstrecke von nur 2,39 Kilometer der Höhenunterschied hinab zur Oder von bis zu maximal 14,00 Meter überwunden. An jeder Schleuse wurde ein Gehöft für den Schleusenwärter mit Wohnhaus, Stall und Dammbalkenschuppen gebaut, sowie eine Schleusnerbude für das zum Betrieb der Schleusen benötigte Personal. Etwa 220 Meter südöstlich der Unteren Schleuse wurde damals für die Niederschlesisch-Märkische Bahn zwischen Frankfurt und Guben eine eiserne Brücke errichtet. Nach etwa drei Kilometern mündet der Kanal in die Oder.
| 4,16 m                     | 1,19 km | 4,16 m                        | 1,20 km | 3,80 m                      |
| Obere Schleuse / km 125,84 |         | Mittlere Schleuse / km 127,03 |         | Untere Schleuse / km 128,23 |

Schleusentreppe Fürstenberg (Oder)
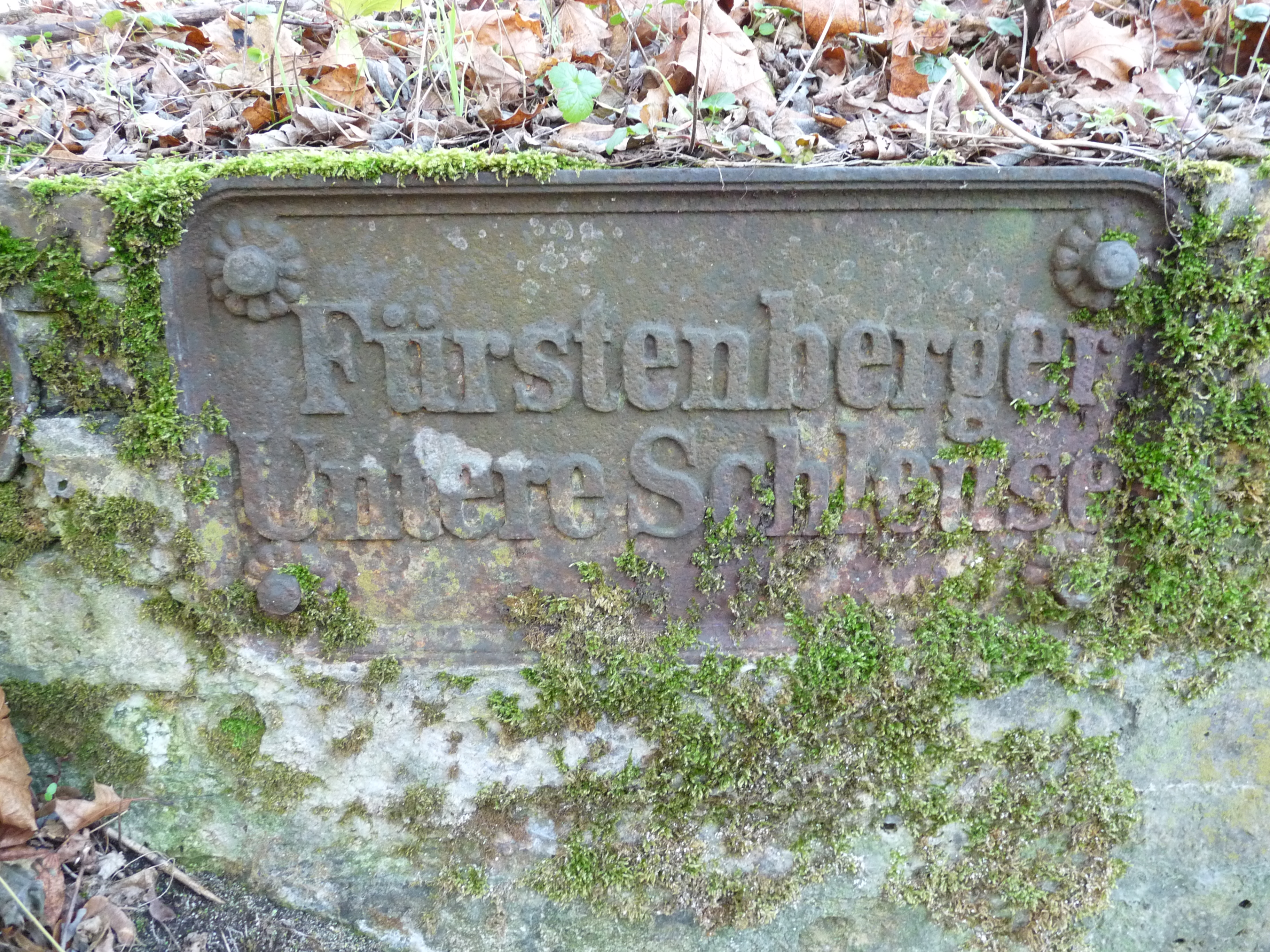
Gusseisernes Schleusenschild am Oberhaupt der Unteren Schleuse
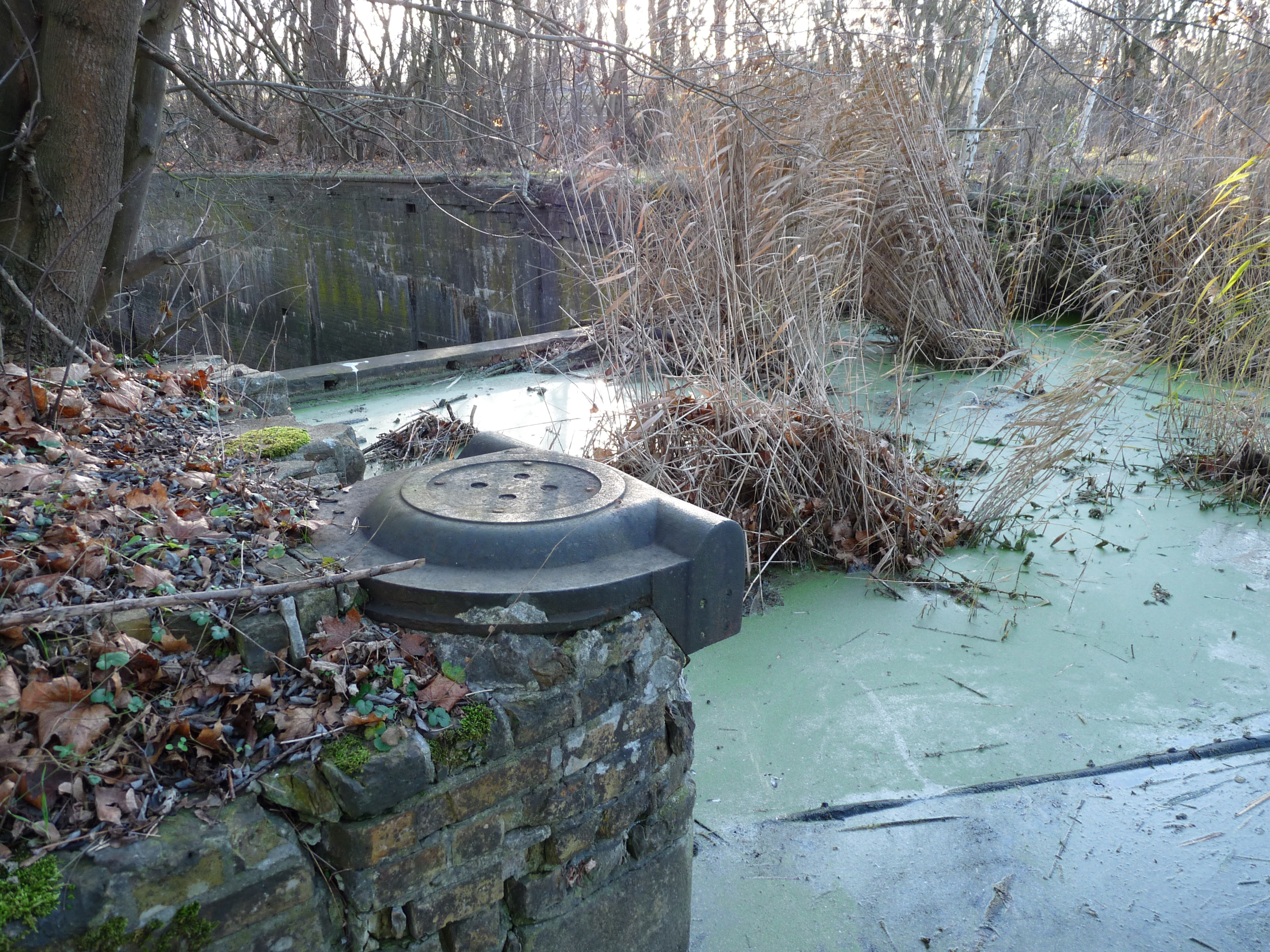
Nordkammer Untere Schleuse, Betonwand über dem Drempel und altes Fundament für Seilzuganlage
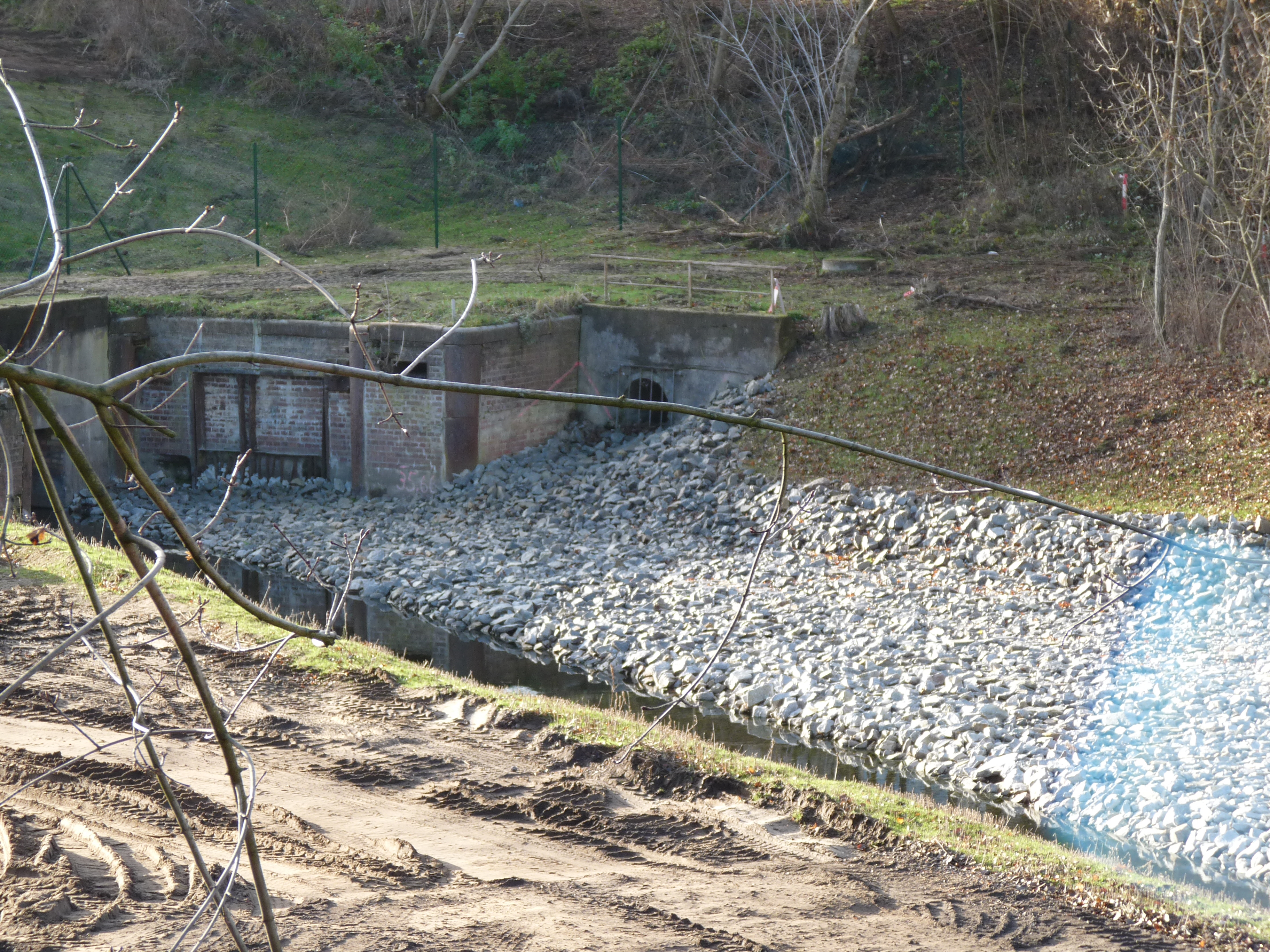
Ehemaliges Oberwasser Mittlere Schleuse

## Wasserzuführung für die Scheitelhaltung
Jeder Schleusenvorgang erzeugt Wasserverluste in der Scheitelhaltung des Oder-Spree-Kanals zwischen den Schleusen Kersdorf und Fürstenberg (Oder), da diesem Kanalabschnitt natürliche Zuflüsse fehlen. Um diese Wasserverluste auszugleichen, wurde bereits 1892 das Pumpwerk Neuhaus im Neuhauser Speisekanal errichtet. Mittels des Pumpwerks wird über den Kanal Wasser aus dem Wergensee in die Scheitelhaltung des Oder-Spree-Kanals gefördert. In den Jahren 1916/17 kam als Ergänzung am unteren Vorhafen an der Unterschleuse Fürstenberg das Pumpwerk Fürstenberg dazu. Dieses Pumpwerk förderte Wasser aus der Oder in die Haltung zwischen Oberer Schleuse und Mittlerer Schleuse des Kanals. Mit der Fertigstellung der Zwillingsschachtschleuse 1929 wurde ein neuer Speisekanal vom Pumpwerk an der Unteren Schleuse zum oberen Vorhafen der Zwillingsschachtschleuse gebaut.

## Zwillingsschachtschleuse
Der Grundstein für den Ersatzbau der inzwischen desolaten Schleusentreppe, einer Zwillingsschachtschleuse wurde am 1. August 1925 gelegt.

## Karten
- Folke Stender: Redaktion Sportschifffahrtskarten Binnen 1. Nautische Veröffentlichung Verlagsgesellschaft, ISBN 3-926376-10-4.
- W. Ciesla, H. Czesienski, W. Schlomm, K. Senzel, D. Weidner: Schiffahrtskarten der Binnenwasserstraßen der Deutschen Demokratischen Republik 1:10.000. Band 4. Herausgeber: Wasserstraßenaufsichtsamt der DDR, Berlin 1988, OCLC 830889996.